# Henk Zantkuijl
Henk Zantkuijl (Utrecht, 30 augustus 1925 - Hoorn, 6 september 2012) was een Nederlands architect en pionier van de naoorlogse monumentenzorg in Amsterdam.

## Levensloop
Henk Zantkuijl was de jongste van de twee zoons van Johannes Zantkuijl (1891-1931) en van Gerarda Brinkhuis (1888-1931). Het feit dat hij vroeg wees werd, verhinderde niet dat hij voortreffelijke studies kon afwerken.
Zantkuijl was een pionier van het bouwhistorisch onderzoek van woonhuizen. Na zijn studie bouwkunde ging hij in Utrecht werken en na korte tijd in Amsterdam. Op 1 augustus 1953 werd hij aangeworven als opzichter/tekenaar door het pas opgerichte Bureau Monumentenzorg (BMZ). In de jaren die volgden kreeg hij bekendheid als een kundig restauratiearchitect, wat hem tot de aangewezen opvolger maakte van ingenieur Meischke, aan het hoofd van de Amsterdamse monumentenzorg. Hij bleef aan de leiding tot in 1989. De stad Amsterdam verwierf in die periode internationale reputatie vanwege de stelselmatige restauratie van zijn bouwkundig patrimonium. De erkenning als UNESCO-werelderfgoed heeft veel zo niet alles te danken aan pioniers zoals Zantkuijl.
Hij behoorde tot een driemanschap, met Geurt Brinkgreve (1917-2005) en Ruud Meischke (1923-2010), die na de Tweede Wereldoorlog een nieuwe impuls gaven aan de herwaardering van de historische binnenstad van Amsterdam, meer bepaald van de grachtengordel, tijdens een periode waarin sommige stadsbestuurders hier nog weinig om gaven en er liever een modern zakencentrum wilden zien verrijzen.
Zantkuijl hield als belangrijkste principe voor dat een degelijke restauratie vereiste dat vooraf een nauwgezet bouwhistorisch onderzoek plaatsvond. Dit leek achteraf vanzelfsprekend, maar was dat helemaal niet toen hij die voorafgaande voorwaarde postuleerde. De manier van consolideren, herstellen, of in een extreem geval zelfs reconstrueren van een monument vloeide als vanzelf uit het voorafgaand onderzoek voort.
Het gebouw, zo oordeelde hij, toonde zelf aan, als men het ter plekke bestudeerde, wat er moest mee worden aangevangen. In de meeste gevallen beperkte zich dit tot conserverende restauraties, maar soms werd het een reconstructie, wanneer men bij een bepaald gebouw of monument voor het dilemma werd gesteld van definitieve verdwijning of van reconstructie op basis van de aanwezige gegevens en authentieke bouwmaterialen. Dit was het Monument tijdelijk afwezig, zoals men deze soms onvermijdelijke ingreep enigszins spottend noemde. Hiertegen had Zantkuijl geen principieel bezwaar, als het maar een betrouwbare reconstructie werd op basis van aanwezige sporen.
Hij zorgde ook voor hergebruik van gebeeldhouwde geveltoppen die afkomstig waren van destijds gesloopte huizen en die men in reserves had opgeslagen. Hij zette het werk verder dat al voor de oorlog was aangevat, en herplaatste honderden geveltoppen in de binnenstad, zodat ze opnieuw hun bijdrage konden leveren tot het algemene silhouet van de stad.  
De aanzienlijke kennis die hij wist op te doen over het woonhuis door de eeuwen heen in Amsterdam, bood hij aan in zijn standaardwerk Bouwen in Amsterdam, eerst in afleveringen gepubliceerd als bijlage van het tijdschrift Binnenstad, het tijdschrift van de Vereniging Vrienden van de Amsterdamse Binnenstad en in 1993 en 2007 als boek gepubliceerd.
Tijdens zijn beroepsloopbaan begeleidde Zantkuijl ongeveer 4.000 restauratiedossiers. 
Hij overleed aan de gevolgen van een ongelukkige val.

## Publicaties
- De Jordaan: 28.000 meter gevelwand, Amsterdam, 1878.
- Bouwen in Amsterdam. Het woonhuis in de stad, Amsterdam 1993 & 2007.
- De ontwikkeling van het woonhuis tot 1940 in Hoorn, Hoorn, 2001.
- Erf en tuin in Oud-Amsterdam. De ontwikkeling van het omsloten erf in de oude binnenstad, Amsterdam, 2002.